# Ken Houghton
Ken Houghton (sinh ngày 18 tháng 10 năm 1939) là một cựu cầu thủ và huấn luyện viên bóng đá.